# Mario Kasun
Mario Kasun (Vinkovci, 5. travnja 1980.) je hrvatski profesionalni košarkaš. Igra na poziciji centra, a trenutačno je u igračkoj mirovini.

## Karijera
Košarku je počeo igrati u jednom lokalnom klubu blizu Delnica kada je imao samo 14 godina, a profesionalnu karijeru započeo je košarkaškom klubu Zrinjevac. Od 1998. do 1999. bio je član Hrvatske U-21 reprezentacije. Nakon dvije sezone u zagrebačkom klub i osvojenog Kupa Hrvatske odlazi u Ameriku na sveučilište Gonzaga. Nikada nije zaigrao za njih zbog toga što ga je Hrvatski košarkaški savez suspendirao i morao je dvije godine prosjediti na klupi. Sudjelovao je na NBA pre-draft kampu i ukupno je odigrao 50 minuta (3 utakmice) i sakupio 20 poena (šut 9-17, 52,9% iz igre), 14 skokova i 6 blokada. Na draftu je izabran u 2. krugu (42. ukupno) od strane Los Angeles Clippersa. Na isti dan drafta Orlando Magic otkupljuje prava na njega, a Clippersi dobivaju novčanu naknadu. On odlazi u Europu i potpisuje za njemački Frankfurt Opel Skyliners. S njima osvaja njemačku ligu i sudjeluje u ULEB kupu. Nakkon dvije sezone provedene u njemačkom klubu odlazi natrag u Ameriku igrati za Orlando Magic. U sezoni 2004./05. ukupno je odigrao 45 utakmica za Orlando i prosječno postizao za 2,6 poena i 2,8 skokova za 7,9 minuta provedenih na parketu. U sljedećoj sezoni odigrao je 28 utakmica i prosječno je za 7,6 minuta provedenih na parketu postizao 2,9 poena i 2,1 skokova. U lipnju 2006. natrag se vraća u Europu i potpisuje za španjolsku FC Barcelonu. U Barceloni su mu se javili problemi sa srcem te je na njemu imao lakšu operaciju. U Barceloni nisu htjeli riskirati s njim i sporazumno su raskinuli ugovor. Nije mu puno trebalo da pronađe novi klub i odlazi u turski Efes Pilsen. 

## Hrvatska reprezentacija
Bio je član hrvatske košarkaške reprezentacije na Europskom prvenstvu u SiCG 2005., Španjolskoj 2007 i Poljskoj 2009., nakon čega se zbog brojnih zdravstvenih problema i ozljeda koje su ga pratile proteklih sezona odlučio oprostiti od reprezentacije.
2012. je postao članom kluba Montepaschi Siena, no 2. prosinca 2012. sporazumno je raskinuo zbog obiteljskih razloga.

## Tetovaže
Kasun je uz to poznat po svojim tetovažama na tijelu. Ima ih ukupno 30, a prvu je izradio već kao 15-godišnjak. Tetovaže su uglavnom posvećene obitelji i vjeri. Desna ruka mu je popunjena s anđelima i imenima članova obitelji, pokazujući podlakticu i zglob desne ruke na kojem je istetovirao prva slova imena sestre Eve, oca Drage, svoje ime, te ime majke Ankice (E, D, M, A). Ime majke Ankice zauzima gotovo cijelu desnu stranu rebara, a ime oca Drage zajedno s anđelom dao je izraditi na unutarnju stranu desnog bicepsa. Na leđima je veliki anđeo. 

## Vanjske provenience
- Profil na NBA.com
- Profil  Arhivirana inačica izvorne stranice od 13. ožujka 2011. (Wayback Machine) na ACB.com